# Murasaki (cràter)
Murasaki és un cràter d'impacte en el planeta Mercuri de 132 km de diàmetre. Porta el nom de l'escriptora japonesa Murasaki Shikibu (978-1014/1026), i el seu nom va ser aprovat per la Unió Astronòmica Internacional el 1976.
Al llarg de la corona, a la part nord, es troba el cràter Kuiper.